# Кортни, Уильям, 11-й граф Девон

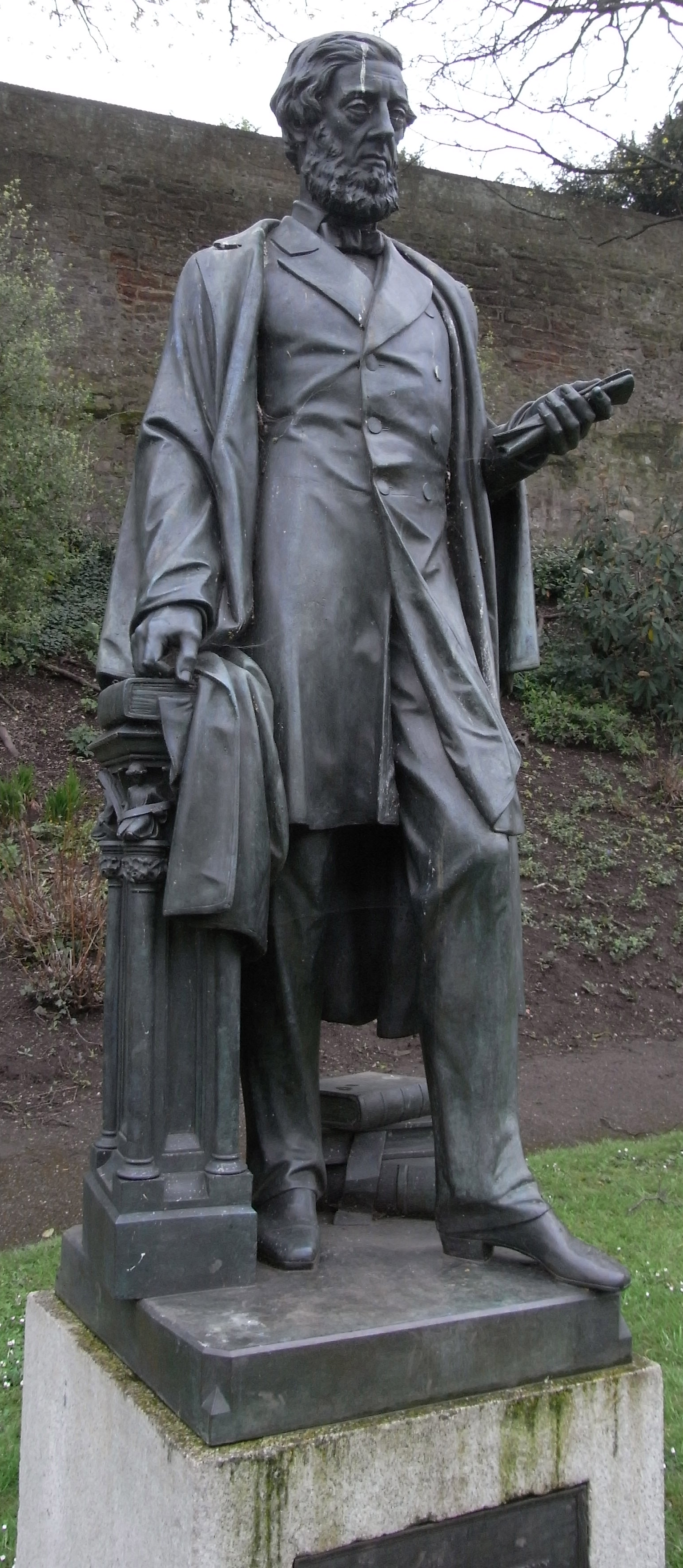
Уильям Реджинальд Кортни, 11-й граф Девон, скульптор Эдвард Боуринг Стивенс (1815—1882), сады Нортернхей, Эксетер

Уильям Реджинальд Кортни, 11-й граф Девон (англ. William Reginald Courtenay, 11th Earl of Devon; 14 апреля 1807 — 18 ноября 1888) — британский пэр и политик. Он носил титул учтивости — лорд Кортни с 1835 по 1859 год.

## Биография
Уильям Кортни родился 14 апреля 1807 года в Лондоне. Старший сын Уильяма Кортни, 10-го графа Девона (1777—1859), и его первой жены Гарриет Лесли Пипс (1777—1839), дочери сэра Лукаса Пипса, 1-го баронета. Он получил образование в Вестминстерской школе и в колледже Крайст-Черч, Оксфорд, и был принят в коллегию адвокатов, Линкольнс-Инн, в 1832 году.
Лорд Кортни заседал в Палате общин Великобритании от Южного Девона в 1841—1849 годах. В 1849 году он был назначен инспектором по делам бедных и вышел в отставку из Палаты общин. Затем он занимал должность секретаря Совета по делам о бедных с 1850 по 1859 год.
19 марта 1859 года после смерти своего отца Уильям Кортни унаследовал титулы 11-го графа Девона (Пэрство Англии) и 7-го баронета Кортни (Баронетство Англии), став членом Палаты лордов Великобритании.
В 1866—1867 годах лорд Девон занимал должность канцлера герцогства Ланкастерского в правительстве консерваторов под руководством графа Дерби. В 1866 году он был принят в Тайный совет Великобритании. С 1867 по 1868 год — президент совета по вопросам бедных в правительстве графа Дерби. После падения правительства консерваторов в декабре 1868 года лорд Девон перестал принимать активное участие в политике.
Помимо участия в национальной политике, лорд Девон активно участвовал в местных делах и благотворительных акциях в своем родном графстве Девон. Считаясь самым влиятельным человеком в графстве, он, в частности, был директором, а позднее председателем Бристольско-Эксетерской железной дороги. Известный как «добрый граф», он был воздвигнут в Эксетере на деньги, собранные по подписке. Лорд Кортни был членом Ассоциации Кентербери в 1848—1852 годах, когда он ушел в отставку. Он был назначен почетным полковником 1-го (Эксетер и Южный Девон) Девонширского стрелкового добровольческого корпуса в июне 1877 года.
Лорд Девон скончался в своей резиденции в замке Паудереме 18 ноября 1888 года в возрасте 81 года. Он был похоронен 24 ноября 1888 года.

## Брак и потомство

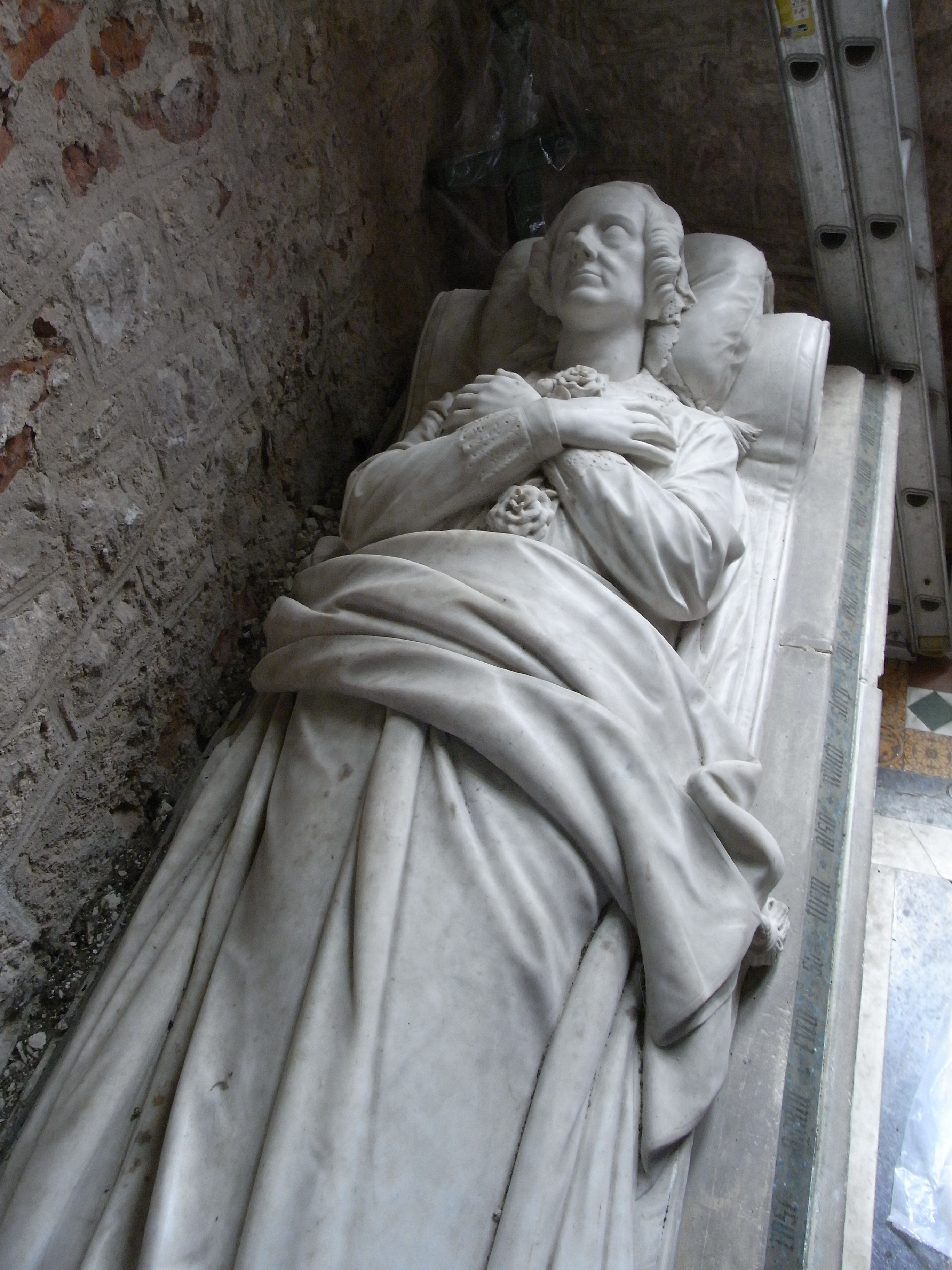
Изображение Элизабет, графини Девон (1801—1867), на гробнице, Эдварда Боуринга Стивенса (1815—1882) в церкви Св. Климента, Паудерем, напротив восточной стены южного трансепта. Гипсовый слепок существует в часовне, пристроенной к замку Паудерем

27 декабря 1830 года Уильям Кортни женился на леди Элизабет Фортескью (10 июля 1801 — 27 января 1867), дочери Хью Фортескью, 1-го графа Фортескью, и Эстер Гренвиль (1767—1847), дочери премьер-министра Джорджа Гренвиля (1712—1770). У супругов было три сына и одна дочь:
- Уильям Реджинальд Кортни (28 октября 1832 — 21 ноября 1853), умер в возрасте 21 года.
- Хью Кортни (10 ноября 1833 — 13 марта 1835)
- Эдвард Болдуин Кортни, 12-й граф Девон (7 мая 1836 — 15 января 1891), третий сын и преемник отца.
- Леди Агнес Элизабет Кортни (1 мая 1838 — 4 июля 1919). Она вышла замуж в 1869 году за Чарльза Линдли Вуда, 2-го виконта Галифакса (1839—1934) из Монк-Бреттона.

Он владел 53 000 акров земли, включая 33 000 в графстве Лимерик.

## Память
Написанная маслом картина 11-го графа Девона висит в замке Паудерем, высоко на южной стене обеденного зала.
Бронзовая статуя графа была сделана скульптором из Эксетера Эдвардом Боурингом Стивенсом и в октябре 1880 года была установлена в передней части центрального сада в Бедфорд-Серкус, Эксетер, на месте, где раньше стояла «Охотник на оленей» Стивенса.
11-й граф Девон установил геральдический камин в обеденном зале замка Паудерем в память о своем деде Реджинальде Кортни (1741—1803), епископе Эксетера с 1797 по 1803 год, и о своих родителях. Обеденный зал был построен его отцом, 10-м графом, в 1847—1859 годах, а 11-й граф завершил внутреннюю отделку в 1860 году, включая льняные панели, содержащие несколько десятков родовых геральдических щитов.